# Ferrari 312 B
Ferrari 312 — общее название нескольких различных гоночных автомобилей Ferrari с 3-литровыми 12-цилиндровыми двигателями. Эта статья описывает гоночный автомобиль, выступавший в 1970–1975 годах в Формуле-1. О других автомобилях с таким же номером модели для Формулы-1 см. 312 F1 и 312 T; о спортпрототипах см. 312 P и 312 PB.
Ferrari 312 B — автомобиль итальянской автогоночной команды Scuderia Ferrari, построенный специально для участия в чемпионатах Формулы-1. Был основан на предыдущем болиде Ferrari 312 F1, однако получил довольно удачный горизонтально-оппозитный 12-цилиндровый двигатель. В различных модификациях 312 B использовался командой с 1970 по 1975 годы. Автомобиль был разработан итальянским автомобильным конструктором Мауро Форгьери.
За 5 сезонов, в которых выступали разные модификации 312 B, машина выиграла 10 гонок и 22 поула, однако ни разу не принесла Ferrari победы в Кубке конструкторов и ни один из гонщиков не стал на ней чемпионом мира. Однако уже на базе 312 B3 был создан новый болид, Ferrari 312T, принёсший в год своего дебюта команде победу в Кубке конструкторов.

## История

### Создание новой машины

#### Оппозитный двигатель
Трёхлитровые двигатели Ferrari второй половины 60-х годов с размещением рядов цилиндров под углом 60°, использовавшиеся на предыдущих болидах, устарели технически и уже не могли конкурировать с новыми Cosworth DFV, используемыми многими командами. Конструкторский коллектив под руководством Мауро Форгьери разработал новый V-образный 12-цилиндровый двигатель с углом между рядами цилиндров 180°. Двигатель получил название Ferrari Tipo 001.

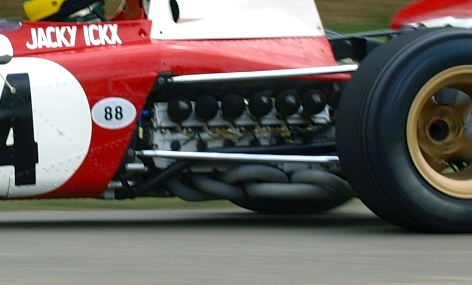
Двигатель Tipo 001 на 312B2

Оппозитный двигатель с равно-удалённым движением противоположных поршней, как у Tipo 001, называют «боксёр». Соответственно, литера «B» в индексе болида появилась благодаря этому (от англ. boxer). Подобные двигатели традиционно производит для своих автомобилей японская компания Subaru. За счёт увеличения угла развала цилиндров центр тяжести боксёра смещается ниже, чем у двигателя, который был установлен на Ferrari 312 и предыдущих болидах. В свою очередь, низкий центр тяжести улучшает динамические характеристики машины. Помимо этого, такой двигатель весил немного меньше, что также играло важную роль для конкурентоспособности болида. Однако, несмотря на некоторые преимущества, боксёр шире классических V-образных двигателей. Также дополнительные усилия тратились на уменьшение уровня вибрации — проблему решали резиновые демпферы. Позже оппозитный двигатель Ferrari был установлен на довольно успешную Ferrari 312T. Боксёр устанавливался на гоночную машину 312PB, участвовавшую в гонках на выносливость. Двигатель поставлялся даже на массовый рынок с серией автомобилей Ferrari Berlinetta Boxer.

#### Ходовая часть
Несмотря на то, что новый автомобиль стал более плоским, радиатор всё также был установлен спереди, как на болидах сигарообразной формы. Шасси 312 B и 312 B2 традиционно для команды из Маранелло имело конструкцию «полумонокок» и состояло из стальной трубчатой рамы и закреплённых на ней алюминиевых панелей. Модификации (за исключением 312 B3-74) имели массивные масляные радиаторы, вынесенные за заднюю ось автомобиля, также влияющее на баланс шасси на трассе. К дуге безопасности за кокпитом было установлено заднее антикрыло, а перед передними колёсами по бокам от шасси разместились маленькие крылышки. В поздних модификациях они полностью изменились, приблизившись по форме к современным, а заднее антикрыло было вынесено за задние колёса.

## Модификации

### 312 B

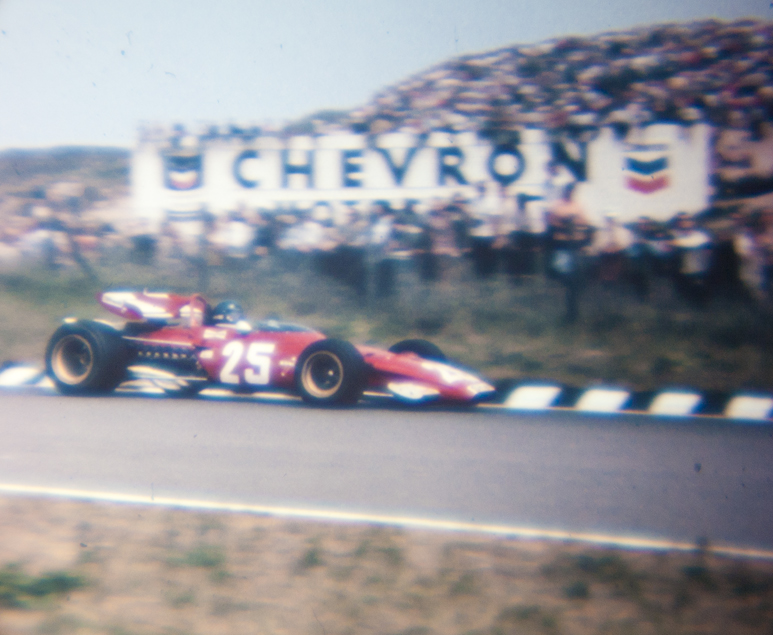
Жаки Икс за рулём 312 B

В конце 1960-х годов компания Ferrari испытывала финансовые трудности, что также отразилось на гоночной команде команде Формулы-1 Scuderia Ferrari. В 1969 году Энцо Феррари продаёт 50 % акций своей компании итальянскому автопроизводителю FIAT. Сделка поправила финансовое состояние Скудерии и сезон 1969 года стал переходным.
Финансовая стабильность открыла перед командой новые возможности. Конструкторы под руководством Мауро Форгьери начали разработку болида с абсолютно новым двигателем. В 1970 году в команду вернулся пилот Жаки Икс. Если не считать нового двигателя, в целом болид, получивший название Ferrari 312 B не сильно отличался от предшественника — 312. Главный инженер как и раньше строит шасси типа полумонокок со стальной рамой и алюминиевыми панелями, отказываясь от прогрессивной конструкции «монокок».
Планировалось, что болид дебютирует на Гран-при Италии 1969 года в Монце, однако гонщик команды Крис Эймон посчитал машину недоработанной и её старт перенесли вплоть до начала сезона следующего года. Сезон 1970 года для 312 B начался неудачно: единственный боевой пилот команды Икс сходит с дистанции три раза подряд в трёх Гран-при. Вторым пилотом команды на четвёртом этапе в Бельгии стал итальянский гонщик Ferrari из программы спорткаров Игнацио Джунти и именно он в своём дебютном Гран-при заработал первые очки в сезоне, несмотря на технические неполадки он приехал четвёртым. К пятому этапу в команду пришёл швейцарский пилот с итальянскими корнями Клей Регаццони, выступавший в сезоне попеременно с Иньяцио Джунти. К немецкому Гран-при машина наконец обрела стабильность и регулярно приезжала на подиум. Во время квалификации Гран-при Италии на машине Lotus 72 трагически погиб лидер чемпионата Йохен Риндт. Перед смертью Риндт так оторвался по очкам от остальных гонщиков, что превзойти его Иксу можно было только выиграв все три оставшиеся гонки. В США он стартовал с поул-позиции и был впереди, но из-за утечки масла приехал только четвёртым, упустив чемпионство. Риндт стал чемпионом посмертно, Икс был вторым, а Регаццони третьим. Ferrari в Кубке конструкторов завоевала второе место — лучшее достижение Скудерии за последние годы.

### 312 B2

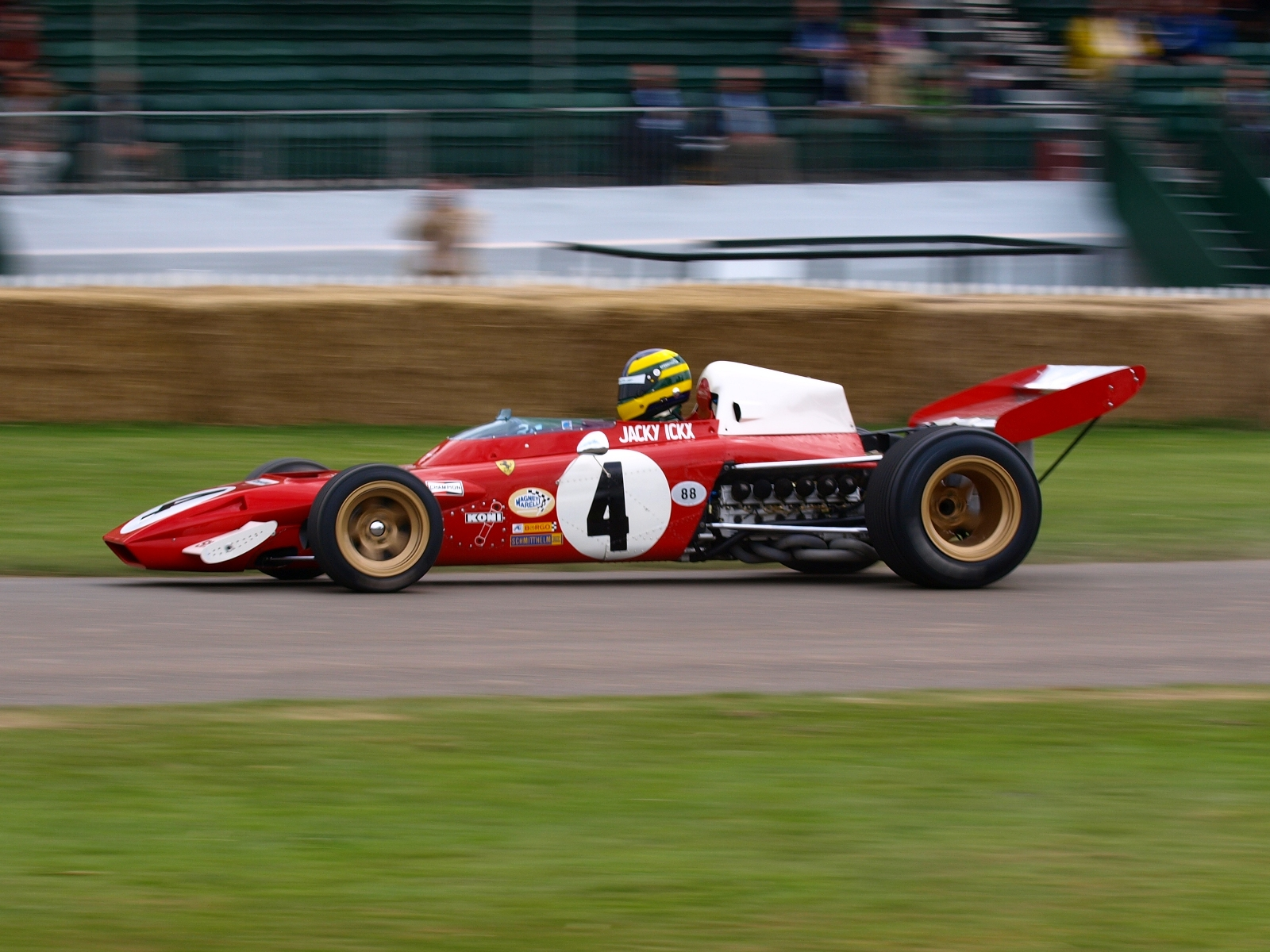
Бруно Сенна на 312B2 Жаки Икса в Гудвуде (2008)

Вдохновившись успехом новой машины в чемпионате 1970 года, в Скудерии принялись дорабатывать шасси. Построенная 312B2 имела ряд отличий от предшественницы. В частности, двигатель обновили уменьшенным ходом поршня, шасси получило клиновидную форму, а заднее антикрыло было смещено назад, оказавшись над колёсами, но всё ещё соединялось с дугой безопасности. Шасси получило революционную горизонтальную заднюю подвеску, целью которой было уменьшение веса неподрессоренных масс, что должно было улучшить управляемость болидом.
312 B2 была показана журналистам ещё в январе 1971 года, однако дебютировала только в конце мая на Гран-при Монако. Весь сезон команду преследовали неудачи, связанные с низкой надёжностью шасси, также в этом сезоне Ferrari подводила резина Firestone. Крайне ненадёжная 312 B2 не позволила Иксу и Регаццони бороться за чемпионский титул, гонщики постоянно сходили из-за технических проблем. На Гран-при США Икс выступает на прошлогодней машине, но и она сходит из-за проблем с генератором. В итоге, чемпионом 1971 года стал Джеки Стюарт, а его команда Tyrrell-Ford завоевала Кубок конструкторов, итальянская Scuderia Ferrari стала только второй.

### 312 B3 S

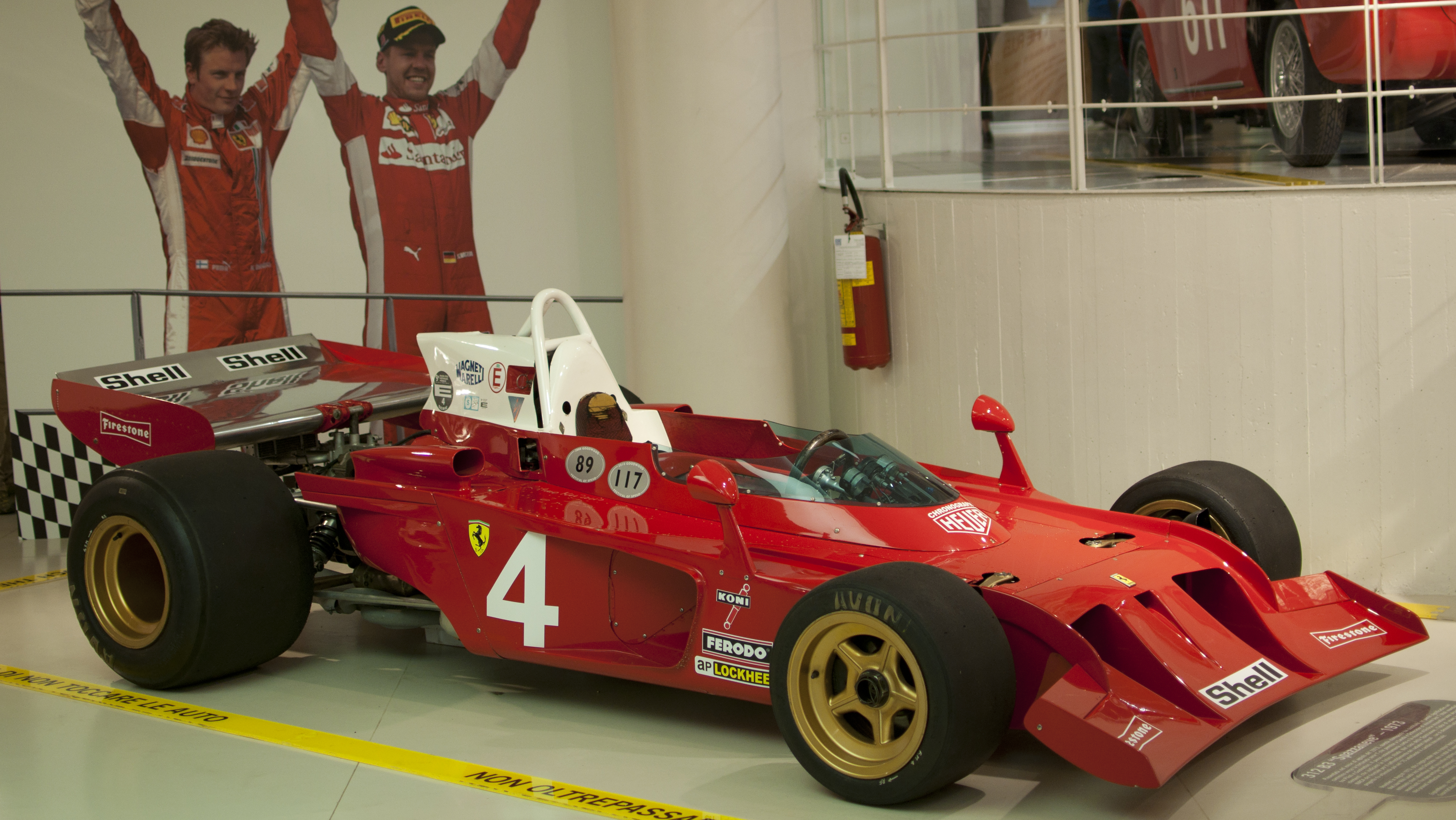
Spazzaneve в музее Ferrari

В августе 1972 года Scuderia Ferrari презентует новый болид, который получает индекс 312 B3 S. Буква «S» в названии означает Sperimentale (с итал. Экспериментальный), таким образом машина позиционируется командой как прообраз для следующей гоночной версии 312. Благодаря необычному внешнему виду с широким передним спойлером вместо антикрыла буква «S» в индексе получает другую расшифровку от итальянских спортивных журналистов — Spazzaneve (с итал. Снегоочиститель).
Внешне машина довольно сильно отличается от предшественницы и других шасси Формулы-1 того времени благодаря тому же переднему спойлеру и иному расположению других важных элементов. Мауро Форгьери, разработавший B3 S, при создании шасси отказался от концепции максимально обтекаемого болида, вместо чего сделал ставку на наибольшую прижимную силу. Scuderia по-прежнему использует шасси типа полумонокок, однако расположение элементов внутри корпуса претерпело значительные изменения: радиаторы водяного охлаждения расположились в широких боковинах, а воздух в них попадает через отверстия в носу болида. Заднее антикрыло на B3 S располагалось прямо на коробке передач, а не на трубчатой раме, как раньше. Центр тяжести прототипа стал ниже, но из-за слишком короткой базы машина показала себя на тестах хуже, чем 312 B2. От экспериментального шасси отказались.

## Технические характеристики
| Параметр                      | 312B | 312B2 | 312B3-73 | 312B3-74 |
| Ходовая часть                 | Ходовая часть | Ходовая часть | Ходовая часть | Ходовая часть |
| ----------------------------- | --- | --- | --- | --- |
| Шасси                         | Полумонокок (трубчатая рама + алюминиевые панели) | Полумонокок (трубчатая рама + алюминиевые панели) | Монокок из алюминия | Полумонокок |
| Длина                         | 4,020 м | 3,850 м | 4,335 м | 4,335 м |
| Ширина                        | 1,742 м | 1,750 м | 2,056 м | 2,056 м |
| Высота                        | 956 мм | 900 мм | 900 мм | 900 мм |
| Масса                         | 534 кг | 560 кг | 540 кг | 582 кг |
| Колёсная база                 | 2,385 м | 2,426 м | 2,380 м | 2,500 м |
| Колея (передняя ось)          | 1,553 м | 1,523 м | 1,560 м | 1,600 м |
| Колея (задняя ось)            | 1,550 м | 1,580 м | 1,570 м | 1,640 м |
| Рулевое управление            | Реечная передача | Реечная передача | Реечная передача | Реечная передача |
| Коробка передач               | Ferrari Type 627, 5-ступенчатая (+1 задняя передача) | Ferrari Type 627, 5-ступенчатая (+1 задняя передача) | Ferrari Type 627, 5-ступенчатая (+1 задняя передача) | Ferrari Type 627, 5-ступенчатая (+1 задняя передача) |
| Подвеска                      | Передняя и задняя независимая подвеска, двойные поперечные рычаги, винтовые пружины, телескопические амортизаторы, стабилизатор поперечной устойчивости | Передняя и задняя независимая подвеска, двойные поперечные рычаги, винтовые пружины, телескопические амортизаторы, стабилизатор поперечной устойчивости | Передняя и задняя независимая подвеска, двойные поперечные рычаги, винтовые пружины, телескопические амортизаторы, стабилизатор поперечной устойчивости | Передняя и задняя независимая подвеска, двойные поперечные рычаги, винтовые пружины, телескопические амортизаторы, стабилизатор поперечной устойчивости |
| Тормоза                       | Дисковые тормоза | Дисковые тормоза | Дисковые тормоза | Дисковые тормоза |
| Бензобак                      | 240 л | 233 л | 230 л | 230 л |
| Двигатель                     | | | | |
| Цилиндры                      | 12-цилиндровый оппозитный двигатель (180°, V-типа), | 12-цилиндровый оппозитный двигатель (180°, V-типа), | 12-цилиндровый оппозитный двигатель (180°, V-типа), | 12-цилиндровый оппозитный двигатель (180°, V-типа), |
| Диаметр цилиндра / ход поршня | 78,5 × 51,5 мм | 80 x 49,6 мм | 80 x 49,6 мм | 80 x 49,6 мм |
| Объём                         | 2,991 л | 2,992 л | 2,992 л | 2,992 л |
| Компрессия                    | 11,5:1 | 11,5:1 | 11,5:1 | 11,5:1 |
| Макс. мощность/обороты        | 450 л. с. 12000 об/мин | 470 л. с. 12600 об/мин | 485 л. с. 12500 об/мин | 490 л. с. 12500 об/мин |
| Клапанный механизм            | DOHC, 4-клапанные цилиндры | DOHC, 4-клапанные цилиндры | DOHC, 4-клапанные цилиндры | DOHC, 4-клапанные цилиндры |
| Подача топлива                | Инжекторная система Lucas | Инжекторная система Lucas | Инжекторная система Lucas | Инжекторная система Lucas |
| Система зажигания             | 1 свеча на цилиндр | 1 свеча на цилиндр | 1 свеча на цилиндр | 1 свеча на цилиндр |
| Смазка                        | Сухой картер | Сухой картер | Сухой картер | Сухой картер |
| Сцепление                     | Многодисковое | Многодисковое | Многодисковое | Многодисковое |
| Топливо                       | Royal Dutch Shell | Royal Dutch Shell | Royal Dutch Shell | Agip |
| Шины                          | | | | |
| Производитель                 | F | F | G | G |
| Размер (передние), см         | 9–22–13 | 8,6–20–13 | 9,2–20–13 | 9,2–20–13 |
| Размер (задние), см           | 12,5–26–15 | 13,5–24–15 | 14–26–13 | 14–26–13 |

## Результаты в чемпионате мира Формулы-1
| Легенда к таблице |                                                                    |
| --- | ------------------------------------------------------------------ |
| В таблице перечислены результаты всех Гран-при Формулы-1, в которых использовался автомобиль. Строками таблицы являются сезоны, столбцами — этапы чемпионата мира. В каждой клетке указаны сокращённое название этапа и результат, дополнительно обозначенный цветом. Расшифровка обозначений и цветов представлена в нижеследующей таблице. |                                                                    |
| \| Пример \| Описание \| \| ------------ \| ------------------------------------------------------------------ \| \| 1 \| Победитель \| \| 2 \| Второе место \| \| 3 \| Третье место \| \| 5 \| Финишировал, заработав очки \| \| Сход \| Не финишировал, но при этом заработал очки \| \| 12 \| Финишировал, не получив очков \| \| НКЛ \| Финишировал, но не попал в финальную классификацию \| \| 15 \| Участвовал вне зачёта, либо по отдельной классификации \| \| 18 \| Не финишировал, но попал в финальную классификацию \| \| Сход \| Не финишировал \| \| НКВ \| Не прошёл квалификацию \| \| НПКВ \| Не прошёл предквалификацию \| \| ДСК \| Дисквалифицирован \| \| ИСК \| Исключён из протокола соревнований \| \| ТТ \| Заявлен для участия только в тренировках \| \| НС \| Участвовал в квалификации, но не стартовал в гонке \| \| Т \| Травмирован или болен \| \| ОТК \| Отказ от участия \| \| НТР \| Прибыл на соревнования, но на трассу не выезжал \| \| НПР \| Был заявлен в числе участников, но не прибыл к началу соревнований \| \| О \| Соревнования отменены \| \| \| Не участвовал \| \| Поул-позиция \| \| \| Быстрый круг \| \| |                                                                    |
| Пример | Описание                                                           |
| 1 | Победитель                                                         |
| 2 | Второе место                                                       |
| 3 | Третье место                                                       |
| 5 | Финишировал, заработав очки                                        |
| Сход | Не финишировал, но при этом заработал очки                         |
| 12 | Финишировал, не получив очков                                      |
| НКЛ | Финишировал, но не попал в финальную классификацию                 |
| 15 | Участвовал вне зачёта, либо по отдельной классификации             |
| 18 | Не финишировал, но попал в финальную классификацию                 |
| Сход | Не финишировал                                                     |
| НКВ | Не прошёл квалификацию                                             |
| НПКВ | Не прошёл предквалификацию                                         |
| ДСК | Дисквалифицирован                                                  |
| ИСК | Исключён из протокола соревнований                                 |
| ТТ | Заявлен для участия только в тренировках                           |
| НС | Участвовал в квалификации, но не стартовал в гонке                 |
| Т | Травмирован или болен                                              |
| ОТК | Отказ от участия                                                   |
| НТР | Прибыл на соревнования, но на трассу не выезжал                    |
| НПР | Был заявлен в числе участников, но не прибыл к началу соревнований |
| О | Соревнования отменены                                              |
| | Не участвовал                                                      |
| Поул-позиция |                                                                    |
| Быстрый круг |                                                                    |

| Год  | Шасси     | Шины | Пилот           | 1    | 2    | 3    | 4    | 5    | 6    | 7    | 8    | 9    | 10   | 11   | 12   | 13   | 14   | 15   | Место | Очки    |
| ---- | --------- | ---- | --------------- | ---- | ---- | ---- | ---- | ---- | ---- | ---- | ---- | ---- | ---- | ---- | ---- | ---- | ---- | ---- | ----- | ------- |
| 1970 | 312 B     | F    |                 | ЮАР  | ИСП  | МОН  | БЕЛ  | НИД  | ФРА  | ВЕЛ  | ГЕР  | АВТ  | ИТА  | КАН  | США  | МЕК  |      |      | 2     | 52 (55) |
| 1970 | 312 B     | F    | Жаки Икс        | Сход | Сход | Сход | 8    | 3    | Сход | Сход | 2    | 1    | Сход | 1    | 4    | 1    |      |      | 2     | 52 (55) |
| 1970 | 312 B     | F    | Клей Регаццони  |      |      |      |      | 4    |      | 4    | Сход | 2    | 1    | 2    | 13   | 2    |      |      | 2     | 52 (55) |
| 1970 | 312 B     | F    | Иньяцио Джунти  |      |      |      | 4    |      | 14   |      |      | 7    | Сход |      |      |      |      |      | 2     | 52 (55) |
| 1971 | 312 B     | F    |                 | ЮАР  | ИСП  | МОН  | НИД  | ФРА  | ВЕЛ  | ГЕР  | АВТ  | ИТА  | КАН  | США  |      |      |      |      | 3     | 33      |
| 1971 | 312 B     | F    | Жаки Икс        | 8    | 2    |      |      |      |      |      |      | Сход |      | Сход |      |      |      |      | 3     | 33      |
| 1971 | 312 B     | F    | Клей Регаццони  | 3    | Сход |      |      |      |      |      |      |      |      |      |      |      |      |      | 3     | 33      |
| 1971 | 312 B     | F    | Марио Андретти  | 1    | Сход | НКВ  |      |      |      |      |      |      |      |      |      |      |      |      | 3     | 33      |
| 1971 | 312 B2    | F    | Жаки Икс        |      |      | 3    | 1    | Сход | Сход | Сход | Сход |      | 8    |      |      |      |      |      | 3     | 33      |
| 1971 | 312 B2    | F    | Клей Регаццони  |      |      | Сход | 3    | Сход | Сход | 3    | Сход | Сход | Сход | 6    |      |      |      |      | 3     | 33      |
| 1971 | 312 B2    | F    | Марио Андретти  |      |      |      | Сход |      |      | 4    |      |      | 13   | НС   |      |      |      |      | 3     | 33      |
| 1972 | 312 B2    | F    |                 | АРГ  | ЮАР  | ИСП  | МОН  | БЕЛ  | ФРА  | ВЕЛ  | ГЕР  | АВТ  | ИТА  | КАН  | США  |      |      |      | 4     | 33      |
| 1972 | 312 B2    | F    | Жаки Икс        | 3    | 8    | 2    | 2    | Сход | 11   | Сход | 1    | Сход | Сход | 12   | 5    |      |      |      | 4     | 33      |
| 1972 | 312 B2    | F    | Клей Регаццони  | 4    | 12   | 3    | Сход | Сход |      |      | 2    | Сход | Сход | 5    | 8    |      |      |      | 4     | 33      |
| 1972 | 312 B2    | F    | Марио Андретти  | Сход | 4    | Сход |      |      |      |      |      |      | 7    |      | 6    |      |      |      | 4     | 33      |
| 1972 | 312 B2    | F    | Галли Нанни     |      |      |      |      |      | 13   |      |      |      |      |      |      |      |      |      | 4     | 33      |
| 1972 | 312 B2    | F    | Артуро Мерцарио |      |      |      |      |      |      | 6    | 12   |      |      |      |      |      |      |      | 4     | 33      |
| 1973 | 312 B2    | G    |                 | АРГ  | БРА  | ЮАР  | ИСП  | БЕЛ  | МОН  | ШВЕ  | ФРА  | ВЕЛ  | НИД  | ГЕР  | АВТ  | ИТА  | КАН  | США  | 6     | 12      |
| 1973 | 312 B2    | G    | Жаки Икс        | 4    | 5    | Сход |      |      |      |      |      |      |      |      |      |      |      |      | 6     | 12      |
| 1973 | 312 B2    | G    | Артуро Мерцарио | 9    | 4    | 4    |      |      |      |      |      |      |      |      |      |      |      |      | 6     | 12      |
| 1973 | 312 B3    | G    | Жаки Икс        |      |      |      | 12   | Сход | Сход | 6    | 5    | 8    |      |      |      | 8    |      |      | 6     | 12      |
| 1973 | 312 B3    | G    | Артуро Мерцарио |      |      |      |      |      | Сход |      | 7    |      |      |      | 7    | Сход | 15   | 16   | 6     | 12      |
| 1974 | 312 B3-74 | G    |                 | АРГ  | БРА  | ЮАР  | ИСП  | БЕЛ  | МОН  | ШВЕ  | НИД  | ФРА  | ВЕЛ  | ГЕР  | АВТ  | ИТА  | КАН  | США  | 2     | 65      |
| 1974 | 312 B3-74 | G    | Клей Регаццони  | 3    | 2    | Сход | 2    | 4    | 4    | Сход | 2    | 3    | 4    | 1    | 5    | Сход | 2    | 11   | 2     | 65      |
| 1974 | 312 B3-74 | G    | Ники Лауда      | 2    | Сход | 16   | 1    | 2    | Сход | Сход | 1    | 2    | 5    | Сход | Сход | Сход | Сход | Сход | 2     | 65      |
| 1975 | 312 B3-74 | G    |                 | АРГ  | БРА  | ЮАР  | ИСП  | МОН  | БЕЛ  | ШВЕ  | НИД  | ФРА  | ВЕЛ  | ГЕР  | АВТ  | ИТА  | США  |      | 1     | 72,51   |
| 1975 | 312 B3-74 | G    | Клей Регаццони  | 4    | 4    |      |      |      |      |      |      |      |      |      |      |      |      |      | 1     | 72,51   |
| 1975 | 312 B3-74 | G    | Ники Лауда      | 6    | 5    |      |      |      |      |      |      |      |      |      |      |      |      |      | 1     | 72,51   |

1 В сезоне 1975 года 63,5 очков заработаны Ferrari 312T.